# Galapagacarus schatzi
Galapagacarus schatzi är en kvalsterart som beskrevs av P. Balogh 1985. Galapagacarus schatzi ingår i släktet Galapagacarus och familjen Hermanniidae. Inga underarter finns listade i Catalogue of Life.